# 姜山镇 (宁波市)
姜山镇，是中华人民共和国浙江省宁波市鄞州区下辖的一个乡镇级行政单位。因驻地姜山而得名:147。

## 历史
唐朝属鄮县，宋、元、明、清属鄞县鄞塘乡、丰乐乡，民国称和益乡、永北乡、永中乡、永南乡、天然乡、铜盆乡、姜山镇、义和乡、桃江乡、丰北乡，属鄞南区，1950年5月设姜山镇、华山乡、南林乡、天然乡、西林乡、和平乡、和益乡、丽水乡、克强乡，属姜山区和横溪区，1956年6月姜山镇、华山乡及盆浦乡、浦东乡部分合并为姜山乡，西林乡、南林乡、天然乡并为茅山乡，和平乡、和益乡合并为和平乡，丽水乡、克强乡与甲村乡、石桥乡并为鄞溪乡，1958年10月改为燎原（姜山）人民公社胡家坟、和平、陈家团、姜山、定桥、走马塘6个管理区，红旗（横溪）人民公社丽水、克强2个管理区，1960年7月陈家团管理区并入姜山管理区，胡家坟管理区、走马塘管理区并为茅山管理区，丽水管理区、克强管理区并为丽水管理区，1961年6月改为姜山公社（由姜山管理区、定桥管理区合并而来）、茅山公社、和平公社、丽水公社，9月属姜山区、横溪区，1967年1月和平公社更名为朝阳公社，1981年7月恢复姜山镇，1983年6月恢复朝阳乡、茅山乡、丽水乡，1992年5月撤销姜山区，朝阳乡、丽水乡并入姜山镇，1994年6月茅山乡改为茅山镇，2003年5月茅山镇并入姜山镇:147。

## 行政区划
姜山镇下辖以下地区：
姜山社区、狮山社区、茅山社区、姜山星城社区、小城春秋社区、山西村、上游村、蔡郎桥村、黎山后村、周韩村、翻石渡村、奉先桥村、张村庙村、甬江村、顾家村、蓉江村、上张村、井亭村、陈鑑桥村、陆家堰村、定桥村、后鄮村、景江岸村、乔里村、陈家团村、励江岸村、张华山村、侯家村、东光村、仪门村、墙弄村、姜山头村、夏施村、上何村、郁家村、曙光村、董家跳村、走马塘村、茅山村、花园村、胡家坟村、杨家弄村、王伯桥村、东林寺村、茅东村、阳府兴村、五龙桥村、联荣村、姜南村、东西郑村、和益村、新张俞村、宏洲村、新汪村、同三村、沈风水村、唐叶村、南林村、虎啸漕村和狮山渔业村。

## 中国传统村落
2014年11月17日，走马塘村列入第三批中国传统村落。走马塘村被称为“中国进士第一村”，从北宋到明代出过76名进士。